# Margaret Stanley, Countess of Derby

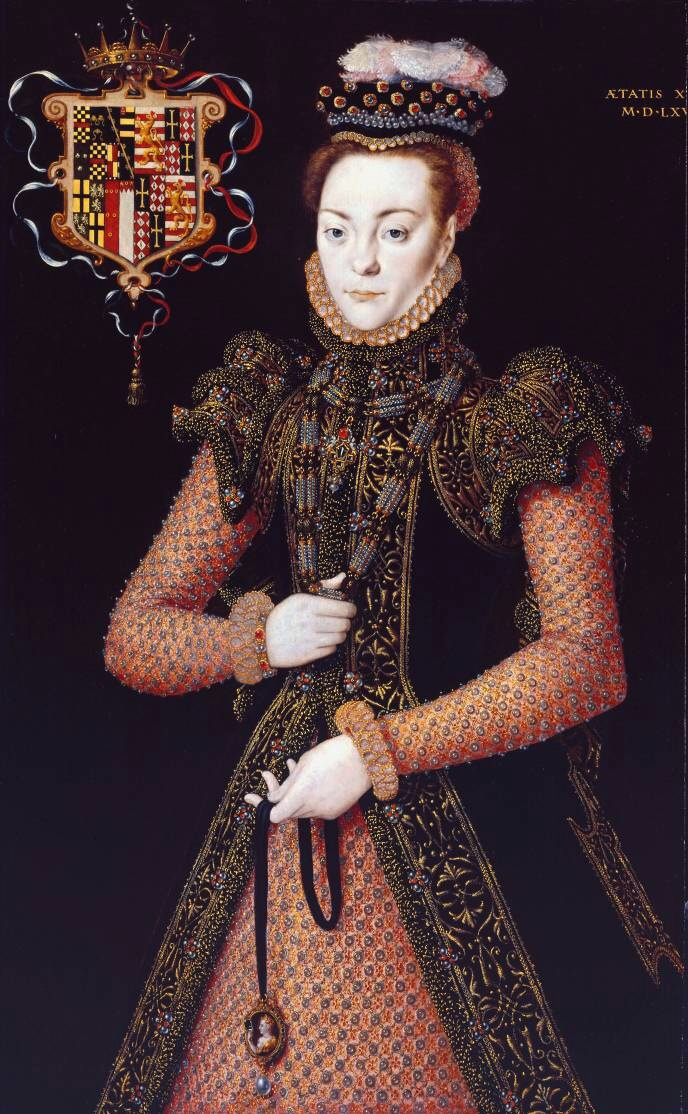
Möglicherweise Margaret Clifford von Hans Eworth

Margaret Stanley, Countess of Derby (geborene  Clifford, * 1540; † 29. September 1596) war eine englische Adelige und über ihre Mutter Eleanor Brandon eine Enkelin Mary Tudors, der jüngeren Schwester König Heinrich VIII. Durch ihre Abstammung hatte Margaret einen Platz in der englischen Thronfolge. Unter Königin Elisabeth I., ihrer Tante zweiten Grades, wurde Margaret von vielen als rechtmäßige Heiress presumptive betrachtet. Ihre gefährliche Nähe zum Thron führte zu ihrer Inhaftierung durch Elisabeth mit der Begründung, Margaret hätte mit schwarzer Magie gegen sie intrigiert. Nach jahrelangem Arrest wurde sie schließlich wieder auf freien Fuß gesetzt. Sie starb verschuldet und verwitwet sieben Jahre vor Königin Elisabeth.
Sie ist nicht zu verwechseln mit ihrer gleichnamigen Schwägerin Margaret Clifford, Countess of Cumberland.

## Leben

### Kindheit und Jugend
Margaret wurde als einziges überlebendes Kind ihrer Mutter Lady Eleanor Brandon aus deren Ehe mit Henry Clifford, 2. Earl of Cumberland, im Schloss von Brougham in Cumberland geboren. Ihre älteren Brüder starben bereits im Kindesalter. Ihre Mutter Eleanor starb bereits 1547, als Margaret kaum sieben Jahre alt war, und ihr Witwer heiratete in zweiter Ehe Anne Dacre, so dass Margaret zwei jüngere Halbbrüder und eine jüngere Halbschwester erhielt. Durch den Tod ihrer Mutter erbte Margaret Clifford Eleanors Anspruch auf Teile des Vermögens ihres Großvaters Charles Brandon, 1. Duke of Suffolk, die sich auf ungefähr ein Drittel des Gesamterbes beliefen.
Ihre königliche Abstammung machte Margaret zu einer attraktiven Partie auf dem Heiratsmarkt. 1552 versuchte John Dudley, 1. Duke of Northumberland seinen Sohn Guildford Dudley mit ihr zu verheiraten. Margarets Vater versuchte die Eheschließung zu vermeiden, bis König Eduard VI. ihm in einem persönlichen Schreiben befahl, „ein gutes Ende für die Angelegenheit der Eheschließung zwischen Lord Guildford und seiner Tochter“ zu finden. Beim Volk war der Gedanke an diese Ehe allerdings hochgradig unbeliebt und Northumberlands eigene Diener behaupteten, ihr Herr versuche mit dieser Vermählung den Thron an sich zu reißen.
Allerdings blieb Margaret diese Ehe erspart, da ihr Vater sich trotzdem weigerte, in die Eheschließung einzuwilligen. Zudem tauchte in ihrer Cousine Lady Jane Grey bald eine Heiratskandidatin für Guildford auf, die in der Thronfolge als Tochter von Eleanors ältester Schwester Frances Brandon über Margaret stand. 1553 versuchte Northumberland im Zuge der Inthronisierung Jane Greys, seinen Bruder Sir Andrew Dudley mit Margaret zu verheiraten. Sir Andrew hatte ihr bereits kostbare Stoffe für ein Brautkleid gesandt, doch Prinzessin Marias Rückeroberung des englischen Thrones setzte den Ambitionen der Dudleys ein Ende. Ihren ersten öffentlichen Auftritt erlebte Margaret einigen Quellen zufolge anlässlich von Marias Hochzeit, wo sie neben der Königin am Altar stand und ein Geldgeschenk des Bräutigams Philipp II. für Maria in Empfang nahm.

### Countess of Derby

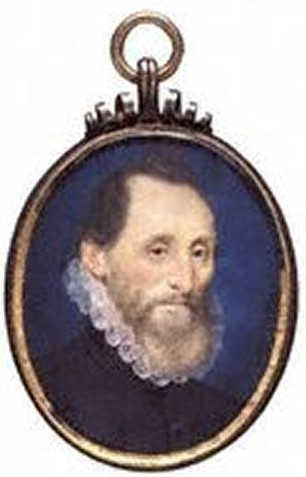
Henry Stanley, 4. Earl of Derby von Isaac Oliver

Mit Erlaubnis von Königin Maria heiratete Margaret am 12. Februar 1555 in Westminster Henry Stanley, Lord Strange (1531–1593), Sohn und Erbe des Edward Stanley, 3. Earl of Derby. Bei Hofe war sie als Verwandte der Königin eine der höchstrangigen Damen und bekleidete gemeinsam mit ihrer Tante 2. Grades Lady Margaret Douglas den Posten der Ersten Ehrendame. In Margaret Douglas’ Abwesenheit hatte sie zudem den Vortritt bei Hofe vor allen anderen Damen. Im Jahr 1558 wurde letztendlich ein Rechtsstreit um das Erbe Suffolks zwischen Margaret, ihren Tanten Frances und Anne Brandon und ihrem Cousin Sir William Stanley beigelegt. Margaret wurde somit Besitzerin der Ländereien Leadenham, Fulbeck, Frampton, Skirbeck, Carlton-in-the-Marsh, Mumby Soke, Barynes, Currey Rivel, Kirkstead, Holbeton und Fleet in Devon.
Relativ schnell kristallisierte sich in der Ehe heraus, dass Margaret über ihre Verhältnisse lebte. 1558 war sie gezwungen, sich von ihrer Hofdame Mistress Carfhill die stattliche Summe von 300 Pfund zu leihen. Mistress Carfhill wurde von Margaret zudem des Öfteren entsandt, um auf Kredit zu kaufen und zu borgen. Selbst Königin Elisabeth, die für ihre Sparsamkeit bekannt war, „wies ihr Gemächer bei Hofe zu, um ihre Belastung zu erleichtern“. Laut  Mistress Carfhills Aussagen gab Margaret 600 Pfund im Jahr aus, obwohl ihr Einkommen lediglich 90 Pfund betrug. Henry Stanley sah sich daraufhin gezwungen, durch den Verkauf von Ländereien 1.500 Pfund aufzubringen, um die Schulden seiner Frau zu begleichen. Das Verhältnis der Eheleute wurde durch die finanziellen Schwierigkeiten stark belastet, da Henry schließlich beschloss, den teuren Haushalt im Sitz Gaddesden in Berkshire aufzulösen. Margaret beschuldigte daraufhin ihren Ehemann, ihre Dienerin mit 200 Pfund bestochen zu haben, damit sie ihr nachspioniere. Zudem hätte er all ihr Geschirr und ihre gesamte Einrichtung aus Gaddesden nach London gebracht, um es dort zu verkaufen.
Nach der Thronbesteigung Elisabeths I. war Margaret als Verwandte der Königin oft bei Hofe. Im Jahr 1561 schenkte sie Elisabeth ein goldenes Maß mit einem Bisamapfel darin und die Königin revanchierte sich mit einer vergoldeten Schale. Bei Elisabeths Besuch in Cambridge trug Margaret ihre Schleppe und wohnte den Aufführungen zu Ehren der Königin bei. Von 1568 bis 1570 gehörte Margaret zum exklusiven Kreis der Damen der Privy Chamber, der königlichen Privatgemächer, womit sie unbeschränkten Zutritt zur Königin hatte. Dennoch schrieb der spanische Botschafter 1565, dass sie und ihr Ehemann bei Hofe „wenig geachtet waren“. Elisabeth erteilte Margaret mehrere Male die Erlaubnis, Ländereien zu verkaufen, um ihre Schulden zu tilgen, und rügte Henry Stanley für seine Versuche, die Ländereien seiner Frau für die Tilgung seiner eigenen Schulden zu verwenden. Nach dem Tod ihres Schwiegervaters im Jahr 1572 wurde ihr Mann zum 4. Earl of Derby und Margaret wurde fortan als Countess of Derby bezeichnet (zu deutsch: Gräfin von Derby).

### Rolle in der Thronfolge
Als Enkelin Mary Tudors wurde Margaret im Testament ihres Großonkels Heinrich VIII. ursprünglich nach Prinzessin Maria, Prinzessin Elisabeth, Margarets Tante Frances Brandon, ihren Cousinen Jane, Catherine und Mary Grey sowie nach ihrer Mutter Eleanor Brandon in der Thronfolge aufgeführt. Anders als die Greys waren die Cliffords allerdings keine Protestanten, sondern Katholiken. Aus diesem Grund betrachtete sich Margaret unter Königin Maria als rechtmäßige Thronerbin. 1557 beanspruchte sie auch einen höheren Rang in der Thronfolge als ihre Cousinen Catherine und Mary Grey 

„aufgrund des Verrates, den ihr Haus begangen hatte, denn ihre Schwester, Lady Jane Grey, wurde wegen Verrats angeklagt, verurteilt und hingerichtet und ihr Vater ebenfalls. Daher wären sie von der Thronfolge ausgeschlossen, aber sie selbst, als nahe Verwandte und von legitimer englischer Geburt, hätte den besten Anspruch auf den Thron nach dem Tod der Königin ohne legitimen Nachwuchs.“

Das Parlament ignorierte diesen Anspruch jedoch und befürwortete stattdessen den Anspruch von Prinzessin Elisabeth, die nach Marias Tod den englischen Thron bestieg. Elisabeth benutzte zwar wenige Jahre später das gleiche Argument wie Margaret, um Catherine und Mary Grey von der Thronfolge auszuschließen, war aber dennoch nicht bereit, Margaret offiziell als ihre Erbin anzuerkennen. Ihrer Meinung nach hatte die schottische Königin Maria Stuart den besten Anspruch. Sie stammte von Heinrichs älterer Schwester Margaret Tudor ab, deren Nachkommen laut der klassischen Erbfolge vor der Linie der jüngeren Schwester Mary Tudor in der Thronfolge standen, obwohl Heinrich VIII. sie in seinem Testament ignoriert hatte. Catherine Grey starb bereits 1568 und ihre Söhne wurden von Elisabeth als Bastarde deklariert, so dass sie keine Gefahr für die Thronfolge mehr darstellten. Mit dem Tod der letzten Greyschwester Mary im Jahr 1578 rückte Margaret laut dem Testament Heinrich VIII. an erste Stelle in der Thronfolge und wurde somit inoffizieller Heir Presumptive.

### Unter Arrest
Im Jahr 1569 wurden Margarets Schwager Thomas und Edward Stanley als zwei der Verschwörer entlarvt, die die gefangene Maria Stuart befreien wollten. Sie wurden im Tower of London inhaftiert. Margarets Sohn Ferdinando wurde 1574 an den Hof gerufen, wo die Königin ihn im Auge behalten konnte. Im August 1579 wurde Margaret selbst unter Hausarrest angestellt. Angeblich hatte sie ihren Arzt Dr. Randall konsultiert, einen bekannten Astrologen, um von ihm eine Wahrsagung zu erhalten, wann die Königin sterben und wen sie als Nachfolger wählen würde.

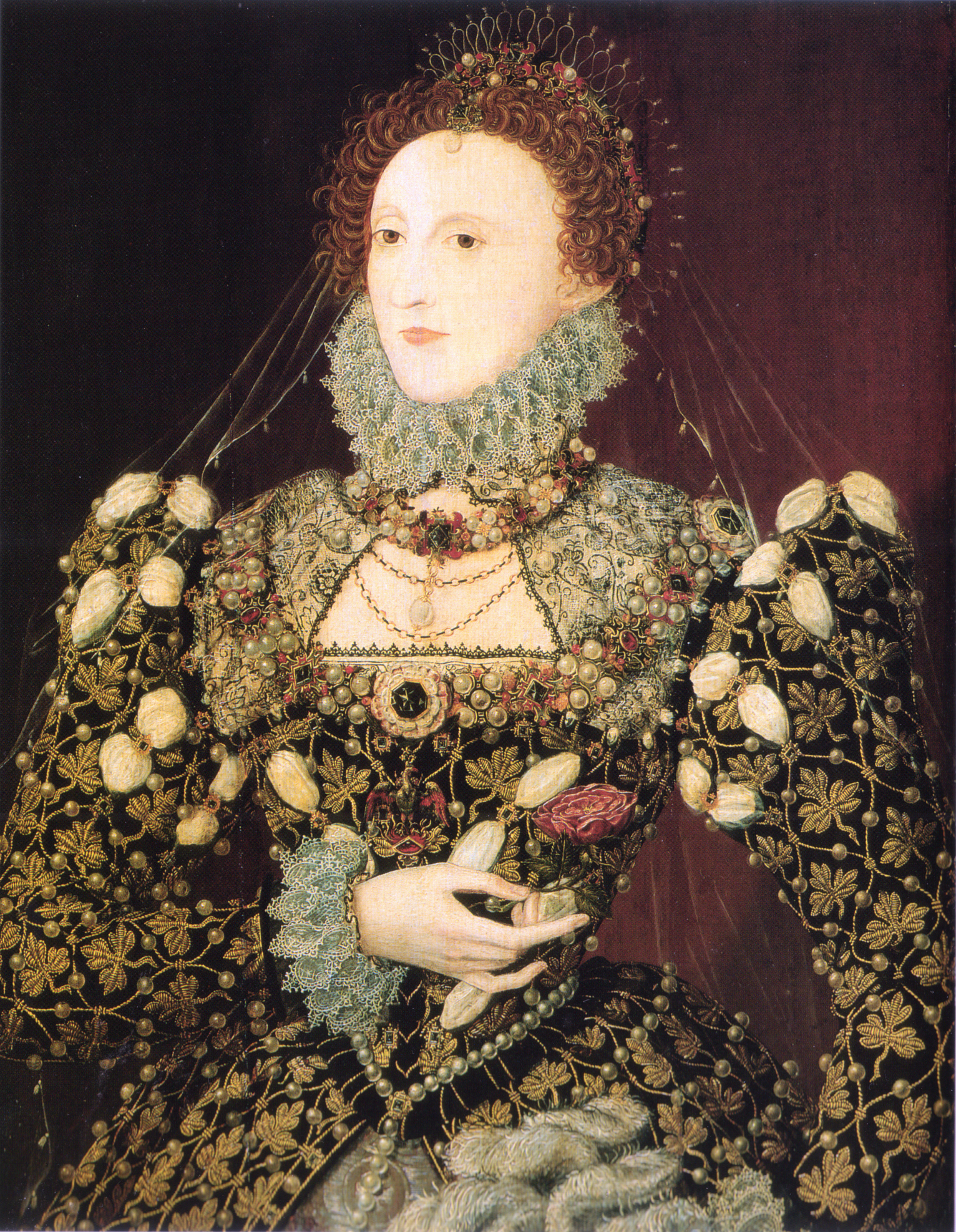
Elisabeth I. ca. 1575, vermutlich von Nicholas Hilliard

Den Tod des Monarchen vorauszusagen war nach damaligem Recht Hochverrat und Dr. Randall wurde schließlich 1581 gehängt, nachdem er, möglicherweise aus Angst vor Folter, alles gestanden hatte. Margaret beteuerte ihre Unschuld und schwor, dass sie ihn lediglich beherbergt hatte, um ihre Zahn- und Gliederschmerzen behandeln zu lassen. Dennoch wurde sie unter Aufsicht ihres entfernten Verwandten Thomas Seckford unter Arrest gestellt. Es ist ungewiss, ob die Anklage berechtigt war oder Elisabeth lediglich einen Grund suchte, eine potentielle Rivalin unschädlich zu machen. Ashdown vertritt in ihrem Buch Tudor Cousins die These, dass Margaret sich sehr wohl an magischen Praktiken versucht haben könnte. Margarets viktorianische Biografin Agnes Strickland hingegen kritisiert Elisabeths notorische Paranoia gegen ihre Cousinen und fasst zusammen, dass sich die Königin nach dem Tod der Greyschwestern 

„erinnerte, dass sie lediglich die Bühne von der älteren Suffolk-Linie gesäubert hatte, um Platz für die jüngere zu machen, Lady Margaret und ihre Söhne, die umgehend zum Ziel ihrer Eifersucht wurden.“

 Strickland hält es zudem für möglich, dass Elisabeth Margaret inhaftierte, um eine Sicherheit zu haben, dass ihre Familie nicht erneut an Verschwörungen teilnahm. Auch wurde Margaret für ihr angebliches Verbrechen niemals vor Gericht gestellt.
Anders als Catherine und Mary Grey befand sich Margaret allerdings unter der Aufsicht eines wohlwollenden Verwandten und es war ihr nach wie vor gestattet, Briefe von Freunden und Verwandten zu empfangen. Nach vierjährigem Arrest, vor dem 26. September 1583, wurde es Margaret schließlich gestattet, sich in Sichtweite der Königin zu begeben, als diese von Sion nach Oatlands reiste. Obwohl sie sich in einem Brief an Sir Christopher Hatton für seine Vermittlung dieser gnädigen Geste bedankte, hielt der königliche Groll noch einige Jahre an. Ihr Ehemann hingegen erfreute sich nach wie vor des königlichen Wohlwollens und wurde auf diverse diplomatische Reisen gesandt. Auch gehörte er zu den Adligen, die Maria Stuart 1586 zum Tode verurteilten. Dass Margaret dennoch nicht völlig vergessen war, beweist die Tatsache, dass der Poet Robert Greene ihr 1584 sein Buch The Mirror of Modesty widmete (zu deutsch: Der Spiegel der Sittsamkeit). Ein weiteres Buch, das Margaret gewidmet wurde, war das 1586 veröffentlichte A Thousand notable Things of sundry Sorts (zu deutsch: Tausend rühmliche Dinge diverser Art) von Thomas Lupton. Auch ihre Gläubiger vergaßen Margaret nicht, so dass sie während ihres Arrests weiterhin Ländereien aus dem Erbe ihres Großvaters verkaufen musste.

Inzwischen hatte Margarets Gesundheitszustand sich verschlechtert. Sie klagte vermehrt über Ohnmachten und Schwächeanfälle. Erst nachdem Christopher Hatton Lordkanzler geworden war, also nach April 1587, gibt es Hinweise auf größeres königliches Wohlwollen, da es Margaret gestattet wurde, an die Königin zu schreiben. Sie schickte Hatton den Entwurf eines Briefes mit der Bitte um seine Meinung. In dem Brief bedankte sie sich auf unterwürfigste Weise für ihre Freilassung: 

„Ich werfe mich nieder und erbitte demütigst, dass es Euer Hoheit beliebt, die Zeilen zu lesen und gnädig den erbärmlichen Zustand einer armen, unglücklichen Frau aufzunehmen, deren Herz, wie Gott weiß, lange Zeit von Schwermut übermannt war durch den großen Verlust der Gnade und des gütigen Angesichts Eurer Majestät, die ich zuvor freudig innehatte. Das Verlangen nach beidem ließ mich meine Tränen anstelle meines Brotes essen.“

Nach ihrer Entlassung pachtete Margaret ein Haus ihres Verwandten und ehemaligen Aufsehers Thomas Seckford in Clerkenwell.

### Die letzten Jahre
Am 25. September 1593 starb Henry Stanley, 4. Earl of Derby. Er und Margaret hatten viele Jahre getrennt gelebt und er hatte mit einer Geliebten eine Familie mit vier Kindern gegründet. Trotz der Entfremdung wohnte Margaret seiner Beerdigung in Ormskirk, Lancashire, bei. Ihr Sohn Ferdinando erbte den Titel und wurde nur wenig später von katholischen Verschwörern kontaktiert, die hofften, ihn zum König ausrufen zu können. Um ihn auf den Thron zu bringen, hätte Margaret zu Gunsten ihres Sohnes auf den Thron verzichten müssen, Ferdinando lehnte jedoch ab. Er starb im April 1594 nach kurzer Krankheit, was von vielen als katholischer Giftanschlag gedeutet wurde. Sein Titel ging auf seinen jüngeren Bruder William über.

Margaret überlebte ihren ältesten Sohn nur um zwei Jahre. Nach wie vor war sie hoch verschuldet und gezwungen, die Ländereien, die zu ihrer Mitgift gehörten, zu verkaufen, um ihre Schulden zu begleichen. Am 7. August 1596 setzte sie ihr Testament auf. Abgesehen von einigen wenigen persönlichen Besitztümern hinterließ sie ihren Erben jedoch nicht viel, da sie die meisten Ländereien hatte verkaufen müssen. Ihren Halbbruder George Clifford, 3. Earl of Cumberland ernannte sie zu ihrem Testamentsvollstrecker und bat darum, alle Hinterlassenschaften, die sie niemandem vermacht hatte, zur Bezahlung ihrer noch ausstehenden Schulden zu verwenden. Sie starb am 29. September desselben Jahres und wurde in der St. Edmund's Chapel in Westminster Abbey begraben. William Camden schreibt über Margaret anlässlich ihres Todes: 

„Es ist bemerkenswert bei dieser Dame, dass sie durch eine faule Mischung aus Neugier und Ehrgeiz, verstärkt durch optimistische Hoffnungen und leichtgläubige Fantasie, oftmals Unterhaltungen mit Nekromanten und Figurenwerfern [Wahrsagern] führte, aufgrund dessen sie eine Weile vor ihrem Tod einen großen Teil der Neigung der Königin verlor.“

## Porträt
Es gibt kein eindeutig identifiziertes Porträt von Margaret Clifford. Ein Bild Hans Eworths, das traditionell für Margaret Clifford gehalten wird (siehe ganz oben), stellt eine junge Dame in prächtiger Kleidung dar, die sie als Angehörige des englischen Hochadels ausweist. Das Wappen neben ihr stellt eine Kombination der Wappen von Margaret Cliffords Eltern dar – Henry Clifford, 2. Earl of Derby, und Eleanor Brandon. Diese kombinierten Wappen wurden üblicherweise von Ehefrauen nach ihrer Hochzeit geführt. Aus diesem Grund wurde das Porträt lange Zeit für ein Bild Eleanor Brandons gehalten, obwohl es erst mehrere Jahre nach Eleanors Tod entstand. Es führte schließlich zu der Schlussfolgerung, dass es sich um die einzige überlebende Tochter der beiden, Margaret Clifford, handeln könnte. Allerdings führten in der Heraldik die Kinder nicht das Ehewappen ihrer Eltern, sondern erhielten ihre eigenen. Erschwerend kommt noch hinzu, dass das Wappen mit hoher Wahrscheinlichkeit erst ca. 100 Jahre nach der Entstehung des Bildes eingefügt wurde. Es wird daher vermutet, dass bereits zu dem Zeitpunkt, als das Wappen eingefügt wurde, die Identität der dargestellten Dame nicht mehr bekannt war.

## Nachkommen
Aus ihrer Ehe mit Henry Stanley, 4. Earl of Derby, hatte sie fünf Kinder:
- Edward Stanley, als Kind verstorben
- Ferdinando Stanley, 5. Earl of Derby (1559–1594)
- William Stanley, 6. Earl of Derby (1561–1642)
- Francis Stanley (* 1562), früh verstorben
- Martha Stanley (* 1565)